# Croatie au Concours Eurovision de la chanson 2012
La Croatie a participé au Concours Eurovision de la chanson 2012 et a sélectionné son artiste et sa chanson via une sélection interne, organisée par le diffuseur croate HRT.

## Annulation de Dora et sélection interne
Le 22 novembre 2011, HRT annonce leur participation au Concours Eurovision de la chanson 2012 à Bakou en Azerbaïdjan. HRT annonce également que la sélection nationale intitulé Dora 2012 subirait des changements importants avec notamment la venue de célèbres chanteurs croates ainsi que la possibilité de choisir leurs propres auteurs-compositeurs. Toutefois, il est plus annoncé que Dora est annulé en raison d'un manque d'intérêt.
Le 10 janvier 2012, Nina Badrić est choisi en interne pour être la représentante de la Croatie au Concours Eurovision 2012,. La chanson, quant à elle, est présentée le 18 février 2012,.

## À l'Eurovision
La Croatie participe à la seconde moitié de la seconde demi-finale du 24 mai en passant en 10e position entre la Slovénie et la Suède et ne se qualifie pas pour la finale en terminant à la 12e place avec 42 points.

### Points accordés à la Croatie
| 12 points                     | 10 points | 8 points   | 7 points    | 6 points                            |
| ----------------------------- | --------- | ---------- | ----------- | ----------------------------------- |
| - Bosnie-Herzégovine - Serbie |           | - Slovénie | - Macédoine |                                     |
| 5 points                      | 4 points  | 3 points   | 2 points    | 1 point                             |
|                               |           |            |             | - Allemagne - Biélorussie - Ukraine |

### Points accordés par la Croatie
| 12 points | Bosnie-Herzégovine |
| 10 points | Serbie             |
| 8 points  | Slovénie           |
| 7 points  | Macédoine          |
| 6 points  | Suède              |
| 5 points  | Malte              |
| 4 points  | Lituanie           |
| 3 points  | Portugal           |
| 2 points  | Biélorussie        |
| 1 point   | Ukraine            |

| 12 points | Serbie             |
| 10 points | Bosnie-Herzégovine |
| 8 points  | Macédoine          |
| 7 points  | Suède              |
| 6 points  | Russie             |
| 5 points  | Albanie            |
| 4 points  | Allemagne          |
| 3 points  | Irlande            |
| 2 points  | Italie             |
| 1 point   | Moldavie           |